# Юбилейные награды УЕФА
К пятидесятилетию УЕФА в 2004 году входящим в эту структуру футбольным ассоциациям было предложено выбрать самого выдающегося футболиста своей страны за последние 50 лет (1954—2003). Список из 52 футболистов (так называемые «Золотые игроки») был обнародован в ноябре 2003 года.

## Список
- Австрия — Херберт Прохазка
- Азербайджан — Анатолий Банишевский
- Албания — Панайот Пано
- Англия — Бобби Мур
- Андорра — Кольдо
- Армения — Хорен Оганесян
- Белоруссия — Сергей Алейников
- Бельгия — Поль ван Химст
- Болгария — Христо Стоичков
- Босния и Герцеговина — Сафет Сушич
- Венгрия — Ференц Пушкаш
- Германия — Фриц Вальтер
- Греция — Василис Хадзипанагис
- Грузия — Муртаз Хурцилава
- Дания — Микаэль Лаудруп
- Израиль — Мордехай Шпиглер
- Ирландия — Джонни Джайлз
- Исландия — Асгейр Сигурвинссон
- Испания — Альфредо Ди Стефано
- Италия — Дино Дзофф
- Казахстан — Евгений Яровенко[1]
- Кипр — Сотирис Кайфас
- Латвия — Александр Старков
- Литва — Арминас Нарбековас
- Лихтенштейн — Райнер Хаслер
- Люксембург — Луи Пило
- Северная Македония — Дарко Панчев
- Мальта — Кармел Бусуттил
- Молдавия — Павел Чебану
- Нидерланды — Йохан Кройф
- Норвегия — Руне Братсет
- Польша — Влодзимеж Любаньский
- Португалия — Эйсебио
- Россия — Лев Яшин
- Румыния — Георге Хаджи
- Сан-Марино — Массимо Бонини
- Северная Ирландия — Пат Дженнингс[1]
- Сербия и Черногория — Драган Джаич
- Словакия — Ян Поплугар
- Словения — Бранко Облак
- Турция — Хакан Шукюр
- Украина — Олег Блохин
- Уэльс — Джон Чарльз
- Фарерские острова — Абрахам Лёчин
- Финляндия — Яри Литманен
- Франция — Жюст Фонтен
- Хорватия — Давор Шукер
- Чехия — Йозеф Масопуст
- Швейцария — Стефан Шапюиза
- Швеция — Хенрик Ларссон
- Шотландия — Денис Лоу
- Эстония — Март Поом